# Sprachpflege
Sprachpflege bezeichnet eine bewusste Einflussnahme auf die Entwicklung einer Sprache oder eines Dialekts. Dazu gehören die Gesichtspunkte der Grammatik, des Sprachstils und des Wortschatzes.

## Zum Begriff der „Sprachpflege“
Seit der europäischen Aufklärung sind mit dem Begriff der Sprachpflege Vorstellungen der Pflege im Sinne einer Verbesserung der Sprache verbunden. Friedrich Ludwig Jahn schreibt in Merke zum Deutschen Volksthum (J.C.H. Knopf, 1833): „Doch müssen mit strengem Ernst und unerbittlicher Sprachpflege in Bann und Acht getan ewig verfolgt werden: Jene Wälschworte, so Seelengift einschwärzen, unsere Grundansicht verdüstern, die Lebensverhältnisse verwirren, und durch andersartige, sittliche, rechtliche, und staatliche Begriffe das Deutschtum verunstalten, entstellen und schänden.“ Lutz Mackensen definiert Sprachpflege als „Bemühungen um einen richtigen und guten Gebrauch der Sprache“. So findet man den Begriff der Sprachpflege bis in die Gegenwart besonders häufig in Titeln von Deutschlehrbüchern.
Aufgabe der Sprachpflege und damit der Sprachpfleger (Lehrer, Schriftsteller, Eltern, unabhängige Sprachpflegevereine usw.) ist es, die Ausdruckskraft und das Sprachvermögen der Sprachbenutzer durch einen richtigen und guten Gebrauch der Sprache und durch Einüben des natürlich gewachsenen Wortschatzes zu fördern. Täglich kommen neue Wörter und Neuschöpfungen hinzu, die mehr oder weniger Eingang in den allgemeinen Sprachgebrauch, d. h. in den aktiven Wortschatz, finden. Sprachpflege soll zu einem kritischen Gebrauch der Sprache und zu besserem Deutsch führen. Voraussetzung hierfür ist demzufolge eine fundierte Sprachkritik, z. B. an falschem oder schlechtem Deutsch, an Neuschöpfungen (Wort des Jahres, Unwort des Jahres) und schlechtem Sprachstil. Die Sprachpflege befasst sich daher mit verschiedenen Anwendungen sprachlicher Elemente: mit dem Sprachaufbau und der Grammatik, mit der Rechtschreibung, der Zeichensetzung, dem Sprachstil unter Berücksichtigung der Semantik (Bedeutungslehre) und der Sprachästhetik. Dazu gehört auch die Verwendung oder Vermeidung von Fremdwörtern, aber nicht als Sprachpurismus (Sprachreinigung), den es besonders im 17./18. Jahrhundert gab, als sich eine hochdeutsche Standardsprache als Muttersprache noch nicht entwickelt hatte. Das Wort „Sprachreiniger“ wurde erst in die 9. Auflage des Duden von 1915 aufgenommen. Das Wort „Sprachpflege“ steht dagegen erst seit den dreißiger Jahren im Duden.
Nach Meinung von Sprachkritikern wird die Sprache heute von bestimmten, in der Medienwelt ständig präsenten „Sprechern“, seltener auch Autoren, geprägt und unter Umständen auch gefährdet. Diese hätten eine besondere Verantwortung, der sie oft nicht gerecht würden. Sprachpfleger wenden sich daher gegen eine Sprachverschluderung und einen Sprachverfall, der gerade, aber nicht nur, in den neuen Medien wie E-Mails oder Blogs zu beobachten sei. Die Gründe dafür können auch technischer Natur sein (zum Beispiel nur maximal 140 Zeichen bei Twitter), so dass zugunsten der schnellstmöglichen Verbreitung einer Botschaft die Beachtung der Grammatik als nachrangig angesehen wird. Pauschal ist dies jedoch nicht erforderlich, worauf Sprachpfleger, die sich mit der Güte der Sprache befassen, stets hinweisen sollten. Die Sprachwissenschaft, die vornehmlich theoretisch orientiert ist und sich mit dem Sprachsystem und dem Sprachgebrauch befasst, aber auch mit dem Sprachwandel im Rahmen vergleichender und historischer Linguistik, lehnt die praxisbezogene Sprachpflege traditionell als unwissenschaftlich ab. Spätestens seit Mitte der 1990er Jahre lassen sich aber auch stärker werdende Tendenzen beobachten, das Anliegen der Sprachpflege ernst zu nehmen. Sprachpflegerischen Aufgaben widmet sich z. B. die „Kommission für wissenschaftlich begründete Sprachpflege“ des Instituts für Deutsche Sprache. Eine wissenschaftlich, d. h. linguistisch, begründete Theorie der Sprachpflege bildet die Theorie der Sprachkultur; auf wissenschaftlicher Grundlage betriebene Sprachpflege wird häufig als Sprachkritik bezeichnet.

## Im deutschen Sprachraum

### Zur Geschichte der Sprachpflege
Älter als das Wort „Sprachpflege“ sind die Begriffe „Pflege der Muttersprache“ und „Pflege der deutschen Sprache“. Diese „Sprachpflege“ geschah zuerst in den Klöstern, in denen Mönche biblische und andere Werke des Altertums ins Deutsche übersetzten und auch deutsch erklärten. Doch in den Lehrplänen der humanistischen Gymnasien war die deutsche Muttersprache streng vom Lehrplan ausgeschlossen.
Erst die Sprachgesellschaften des 17. Jahrhunderts begründeten die organisierte Pflege der deutschen Sprache. Damals wurde auch von „Spracharbeit“ gesprochen. Durch die Pflege der Muttersprache in den Sprachpflegegesellschaften der Barockzeit kam es auch in den Gymnasien allmählich zu einer bescheidenen Pflege der deutschen Sprache. Man richtete an den Gymnasien Bürgerklassen ohne Latein und Griechisch ein für die, die nicht studieren wollten, und bald auch gesonderte Realschulen.
Die erste deutsche Sprachgesellschaft, die Fruchtbringende Gesellschaft, wurde 1617 nach dem Vorbild der italienischen Accademia della Crusca gegründet. Sie regte zu weiteren Gründungen ähnlicher Gesellschaften in ganz Deutschland an: So wurde 1644 die Gesellschaft vom „Gekrönten Blumenorden von der Pegnitz“ gegründet („Pegnesischer Blumenorden“). Als Zweck der Gesellschaft wurde angegeben: „Förderung der Verehrung Gottes und der deutschen Treue, Pflege und Verbesserung der deutschen Sprache und Dichtkunst“. Weitere Gründungen waren die Aufrichtige Tannengesellschaft, die Deutschgesinnte Genossenschaft, der Elbschwanenorden und andere. Von ihnen besteht heute nur noch der Pegnesische Blumenorden. Einige dieser Sprachgesellschaften wirkten an der Weiterbildung einer einheitlichen deutschen Sprache mit. Aus jener Zeit der barocken Sprachgesellschaften stammt die Ermahnung von Gottfried Wilhelm Leibniz an die Deutschen, ihren Verstand und ihre Sprache besser zu üben, seine „Gedanken betreffend die Ausführung und Verbesserung der deutschen Sprache“.
Im 19. und frühen 20. Jahrhundert richtete sich die Sprachpflege besonders gegen die Französisierung der Sprache. In neuerer Zeit folgte zunächst der Allgemeine Deutsche Sprachverein (ADSV). Seine Nachfolgevereine sind die Gesellschaft für deutsche Sprache (GfdS) und der größte Sprachpflegeverein Österreichs, der Verein „Muttersprache“, Wien; in der Schweiz widmet sich der Schweizerische Verein für die deutsche Sprache seit 1904 der Sprachpflege. Der größte deutsche Sprachverein ist der Verein Deutsche Sprache (VDS). Aufgrund weiterer Neugründungen existieren heute zahlreiche Sprachvereine, die sich um die Pflege der deutschen Sprache bemühen. Die privaten Sprachpflegevereinigungen sind dabei von den staatlich geförderten Sprachvereinen zu unterscheiden, die andere Einstellungen haben.

### Sprachpflege im 21. Jahrhundert
Heute richtet sich die Sprachpflege hauptsächlich gegen die Verwendung englischer und pseudoenglischer Wörter („Denglisch“), gelegentlich auch gegen die sogenannte gendergerechte Sprache („Gendersprech“). Andere Themen waren die Rechtschreibreform und das Aussterben der Mundarten. Daneben stehen grammatikalisch fehlerhafte und unlogische Ausdrucksweisen sowie „menschenverachtende Verwendung der Sprache“ (etwa bei der Aktion „Unwort des Jahres“) im Mittelpunkt von Kritik und Pflege.
Der Sprachwissenschaftler Anatol Stefanowitsch kritisierte am 5. März 2013 in einem Artikel das forcierte Verdeutschen gewisser Begriffe, z. B. Crowdfunding, durch Benutzer der deutschsprachigen Wikipedia, die er als „Eindeutschungsguerilla“ bezeichnete. Hierbei benannten anonyme Nutzer der Wikipedia im Deutschen verwendete englische Begriffe mit Verdeutschungen, die dann durch Recherche in der Wikipedia durch Journalisten in die Presse gelangten und von dort in den allgemeinen Sprachgebrauch.

### Staatlicher Erziehungsauftrag
Kritiker, wie der ehemalige Präsident des Deutschen Lehrerverbandes, Josef Kraus, sehen sich durch die PISA-Studie in ihrer Meinung bestätigt, dass das Fach Deutsch an den Schulen nicht den gewünschten Stellenwert besitze. Schulen und Universitäten sollen daher vermehrt auf einen sorgfältigen Sprachgebrauch und damit auf ein gutes und verständliches Deutsch in Wort und Schrift hinwirken. Während die Sprachkritik mehr analytisch-theoretisch stattfindet, sollen Sprachpflege und Spracherziehung die Ergebnisse der Sprachkritik praktisch umsetzen.

### Staatliche Sprachregelung
Sprachpflege ist jedoch abzugrenzen von staatlicher Sprachpolitik, d. h. einer Sprachlenkung mit Hilfe von Sprachregelungen. Beispiele dafür sind die geplante Rechtschreibreform des Dritten Reiches und das Verbot der Benutzung der deutschen Sprache während des Zweiten Weltkriegs und danach in einigen Staaten. Sprachpolitik steht in Gefahr, die Sprache willkürlich zu verändern und den Sprachbenutzern aufzuzwingen. So wurde in der Zeit des Dritten Reiches und in der DDR versucht, auch die Sprachpflege ideologisch gleichzuschalten und für politische Zwecke zu missbrauchen.
Staatliche Sprachregelungen werden daher ambivalent gesehen. Am Beispiel der Rechtschreibreform von 1996 wird deutlich, dass ein solcher staatlicher Eingriff in den Sprachgebrauch einen andauernden Widerstand hervorrufen kann. Repräsentative Meinungsumfragen zeigten anfangs (2002, 2005), dass der Reform die notwendige Akzeptanz fehlte. Jedoch hat sich schon bis 2014 die Änderung weitestgehend durchgesetzt, wie Forschung dazu zeigte. Bemerkenswert ist dabei: „Die neue Rechtschreibung war wenig ansteckend, sondern ist dank des äußeren Einflusses von Medien und Regelwerken innerhalb kurzer Zeit umgesetzt worden. Die hitzige Debatte in der Bevölkerung und eine Verweigerung gegenüber der Reform haben als innerer Faktor also keine entscheidende Rolle gespielt.“ Sabine Krome von der Geschäftsstelle des Rats für deutsche Rechtschreibung bemerkte 2018: „Auch die Aufregung über die Rechtschreibreform hat sich weitgehend beruhigt.“ (Eine Übersicht über die in der öffentlichen Debatte angeführten Argumente pro und contra findet sich im Themenartikel Reform der deutschen Rechtschreibung von 1996: Pro und Kontra.) Auch eine allgemeine Einführung von Formen sogenannter geschlechtergerechter Sprache („Gender-Sprachregelung“) wird kontrovers diskutiert.
Seit einigen Jahren wird zunehmend die Frage diskutiert, ob die deutsche Sprache als schützenswertes Gut Aufnahme in das deutsche Grundgesetz finden soll.

### Bekannte Sprachpfleger
- Johann Christoph Adelung
- Eduard Engel[20]
- Gottfried Fischer
- Carl Gustav Jochmann
- Walter Krämer
- Thomas Paulwitz
- Ludwig Reiners[21]
- Otto Sarrazin
- Wolf Schneider
- Bastian Sick
- Heinrich von Stephan (erstes Ehrenmitglied des Allgemeinen Deutschen Sprachvereins)
- Wilhelm Emanuel Süskind[22]
- Gustav Wustmann[23]
- Philipp von Zesen

### Sprachpflegepreise für Sprachpfleger
- Deutscher Sprachpreis
- Jacob-Grimm-Preis Deutsche Sprache
- Sprachwahrerpreise der Deutschen Sprachwelt

### Zeitschriften zur Sprachpflege
Verschiedene sprachpflegerisch tätige Vereine lassen Periodika erscheinen. Die 1947 als Nachfolgeorganisation des Allgemeinen Deutschen Sprachvereins gegründete Gesellschaft für deutsche Sprache gibt die Zeitschriften  Muttersprache und Der Sprachdienst heraus. Der Verein für Sprachpflege verantwortet die Deutsche Sprachwelt, der Verein Deutsche Sprache die Sprachnachrichten. Der österreichische Verein  Muttersprache gibt die Wiener Sprachblätter, der Bund für deutsche Schrift und Sprache Die deutsche Schrift – Vierteljahreshefte zur Förderung der deutschen Sprache und Schrift heraus.

## International

### Schwedisch
In Schweden obliegt die Sprachpflege dem Sprachenrat (Språkrådet) im Institut für Sprache und Volkstum (Institutet för språk och folkminnen). Im staatlichen Auftrag verfolgt und beschreibt er die Entwicklung der gesprochenen und geschriebenen schwedischen Sprache. Das schwedische Wort Språkvård ist eine Lehnübersetzung des deutschen Wortes Sprachpflege.

### Französisch
In Frankreich wird die „Vereinheitlichung und Pflege der französischen Sprache“ seit 1631 offiziell von der französischen Gelehrtengesellschaft Académie française wahrgenommen. Seit 1994 bestehen durch die Loi Toubon gesetzliche Regelungen zum Schutz der französischen Sprache.

### Italienisch
Die für die italienische Sprache verantwortliche Accademia della Crusca ist die älteste Sprachgesellschaft (u. a. auch Vorbild für die älteste deutsche Gesellschaft, die Fruchtbringende Gesellschaft). Seit ihrer Gründung 1582 widmet sie sich dem „Studium und Bewahren der italienischen Sprache“.

### Spanisch
In Spanien obliegt die Betreuung der Sprache der Königlich Spanischen Akademie (für Sprache) (Real Academia Española). Ihre 46 Mitglieder sind auf Lebenszeit berufene bekannte Autoren des Landes. Sie kooperiert mit den entsprechenden Akademien der anderen spanischsprechenden Länder in der Asociación de Academias de la Lengua Española.

### Isländisch
In Island betreibt man eine der konservativsten Sprachpolitiken. Man achtet konsequent darauf, die Übernahme von Fremdwörtern in die isländische Sprache so gering wie möglich zu halten. Neue Begriffe erschafft man in der Regel aus dem vorhandenen Wortschatz. So entstand das Wort für „Computer“, tölva, aus den Worten tala, „Zahl“, und völva, „Wahrsagerin, Seherin“. Dennoch gibt es eine beträchtliche Anzahl älterer Lehnwörter wie hótel („Hotel“) oder prestur („Priester“); ein Anschwellen von Anglizismen, ähnlich wie im Deutschen, ist seit den 1950er Jahren auch auf Island zu bemerken. Seit 1964 besteht darum in Island ein eigenes Komitee, das für neue Begriffe rein isländische Ausdrücke findet.

### Plautdietsch
Die international aktive Organisation der Plautdietsch-Freunde setzt sich in Deutschland (in Kooperation mit dem Bundesrat für Niederdeutsch) und auch zunehmend in anderen Ländern für die Pflege des von den Russlandmennoniten gesprochenen Plautdietschen ein. Dies geschieht vor allem durch Projekte wie die Zeitschrift Plautdietsch FRIND, das Oral-History-Videoprojekt Moving Memory oder Studienreisen (z. B. 2006 Sibirien oder 2009 Belize).